# Sandy Blythe

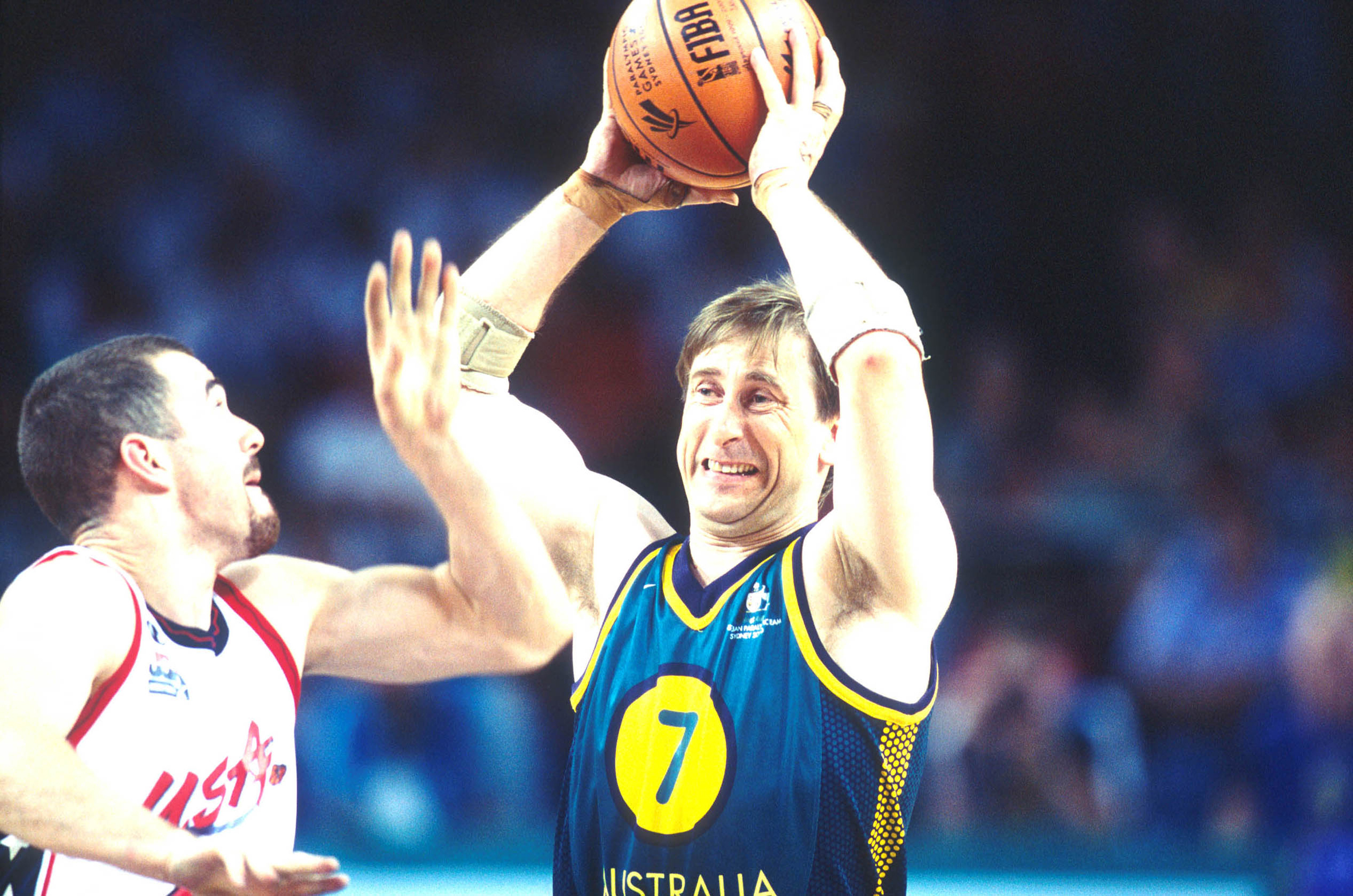
Robert Blythe durante el partido de los Juegos Paralímpicos de Sídney 2000.

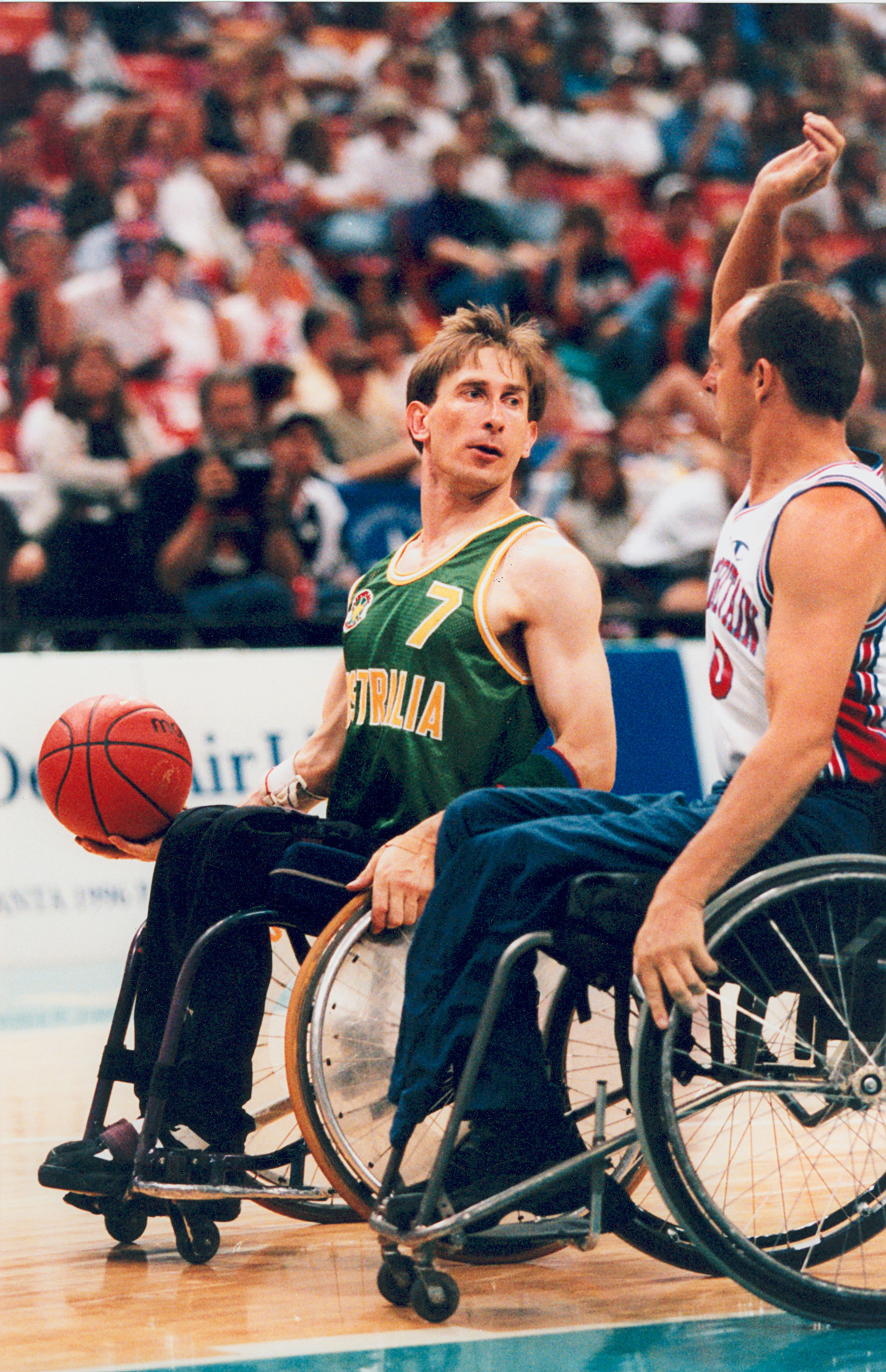
Blythe busca hacer un pase en el juego por la medalla de oro contra Gran Bretaña en los Juegos Paralímpicos de Atlanta 1996

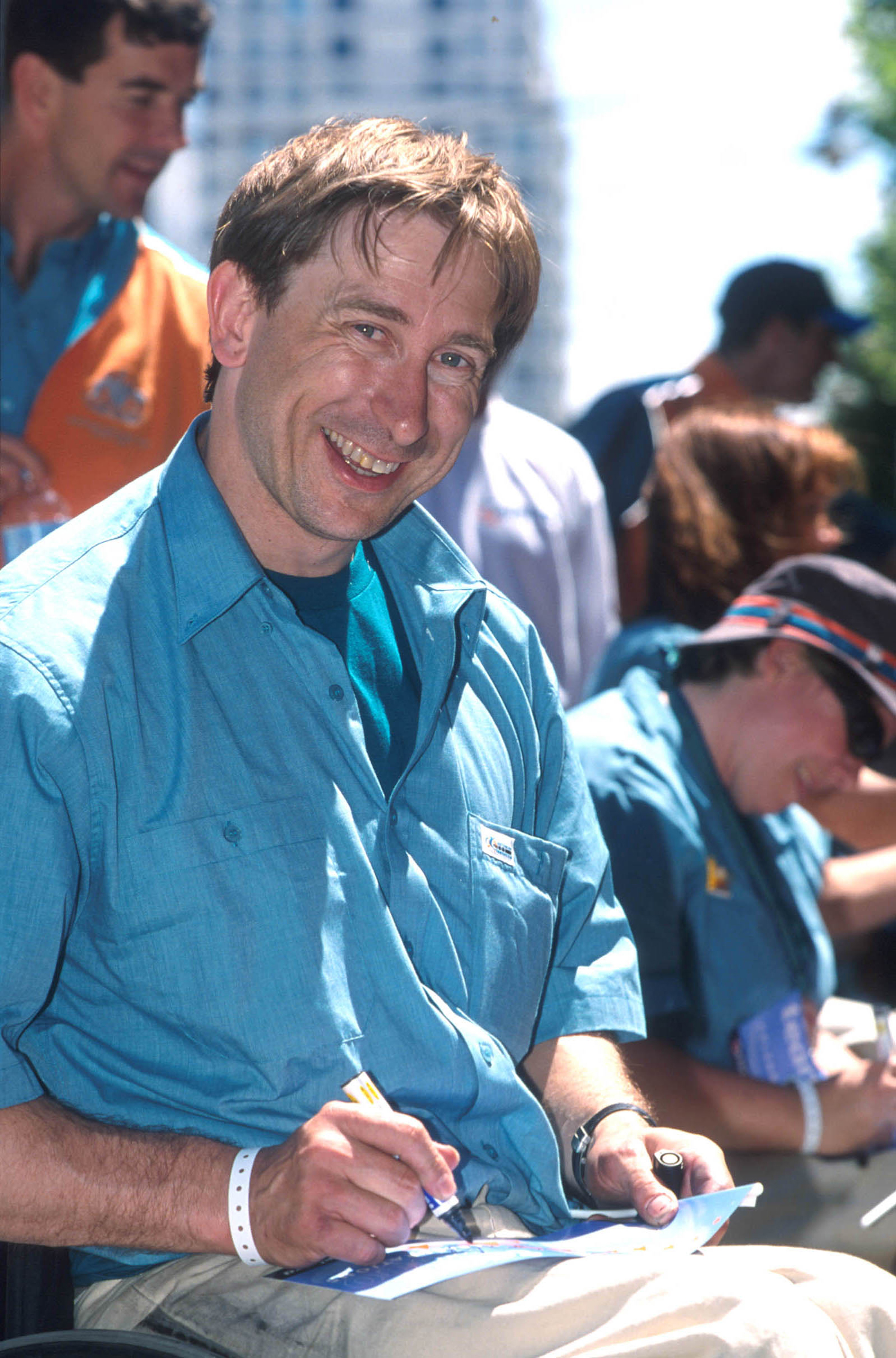
Robert Blyte firmando autógrafos en el año 2000 en Sídney.

Robert Alexander Blythe (Geelong, Australia, 24 de febrero de 1962-Melbourne, 18 de noviembre de 2005), apodado "Sandy", fue un jugador de baloncesto en silla de ruedas australiano. Quedó parapléjico a causa de un accidente automovilístico en 1981 y participó en el equipo nacional masculino de baloncesto en silla de ruedas de Australia en cuatro Juegos Paralímpicos, capitaneando el equipo ganador de la medalla de oro en los Juegos Paralímpicos de Atlanta 1996. Se suicidó en 2005 a la edad de 43 años después de una larga enfermedad.

## Vida personal
Blythe nació en Geelong el 24 de febrero de 1962. Creció en una granja en las afueras de la ciudad victoriana de Derrinallum y fue un campeón de fútbol de reglas australianas cuando era adolescente. Jugó en la Copa Teal y más tarde formó parte del equipo de fútbol del Club de St Kilda. En 1981, comenzó a estudiar en el Colegio de Educación Avanzada de Ballarat, pero más tarde en ese mismo año, se vio envuelto en una colisión de tres coches que le dejó parapléjico. En 1984 obtuvo su título de educación física en el plazo previsto, a pesar de su rehabilitación de seis meses en el Hospital de Austin.
El 18 de noviembre de 2005, Blythe se suicidó; había estado sufriendo de depresión y síndrome de fatiga crónica durante varios años. Le sobrevivió su compañera de ocho años, la baloncestista en silla de ruedas Paula Coghlan.

## Carrera deportiva
Formó parte del equipo nacional masculino de baloncesto en silla de ruedas de Australia en los Juegos Paralímpicos de Seúl 1988, Barcelona de 1992, Atlanta de 1996 y Sídney de 2000. Fue el capitán del equipo cuando ganó una medalla de oro en los Juegos de Atlanta de 1996 y fue cocapitán con Priya Cooper del equipo paralímpico australiano en los Juegos de Sídney de 2000.
Blythe también fue un orador motivacional que formó y trabajó en varios negocios que mejoraron la conciencia pública de las personas con discapacidad.  En el año 2000, publicó unas memorias, Blythe Spirit.

## Reconocimiento
Blythe recibió una Medalla de la Orden de Australia en 1997 por su medalla de oro de 1996. En 2000, recibió la Medalla Deportiva Australiana. La Medalla Sandy Blythe, otorgada al mejor jugador del año en el equipo nacional masculino de baloncesto en silla de ruedas de Australia, lleva su nombre en su honor. En 2010, fue admitido póstumamente en el Salón de la Fama del Baloncesto de Australia.